# Prestbury
Prestbury è un villaggio ed una parrocchia civile inglese sita nel  Macclesfield. 
È bagnata dal fiume Bollin.
Il suo territorio è lungo e stretto e si estende per 1.165 ha ad ovest della collina di Peak Park e ad est della catena di arenaria detta the edge. Il villaggio si trova a circa 3 km a nord della città di Macclesfield. Al censimento del 2001 la parrocchia civile contava una popolazione di 3.324 abitanti. Si tratta di una delle località più ricercate e dal costo della vita più alto dopo Londra. La parrocchia ecclesiastica è quasi la stessa dell'ex Ward, che comprendeva le parrocchie civili di Prestbury, Adlington e Mottram St. Andrewl la cui popolazione, nel 2001, ammontava a 5,034..
Prestbury vince spesso la Best Kept Village/Community Pride Competitions ed una località popolare presso i turisti.